# Стеван Бена
Стеван Бена (23. август 1935, Панчево — 5. мај 2012, Београд) бивши је фудбалер Динама из Панчева, Војводине, Минхена, Хановера 96 и југословенски фудбалски репрезентативац.

## Спортска биографија

### Војводина
Бена је каријеру почео у омладинском тиму панчевачког Динама. У први тим Динама је прешао 1952. године и ту је остао све до 1956. године када је прешао у новосадску Војводину. У Војводини је играо у периоду од 1956. па до 1964. године, када је постао и репрезентативац Југославије. За време проведено у Војводини одиграо је 98 првенствених утакмица и постигао је 14 првенствених голова.

### Немачка
Кад је напустио новосадске „црвено-беле“, каријеру је наставио у СР Немачкој где је са успехом играо у екипама Минхен 1860 (1964-1965) и Хановер 96 (1965-1967), за које је одиграо 57 утакмица у Бундеслиги и постигао три гола.
Са екипом Минхена 1860. је стигао до финала Куп победника купова 1965. године, који је одигран на Вемблију, где су изгубили од Вест Хема са 2:0

### САД
Каријеру завршио у Сједињеним Државама где је играо за Оукланд Клиперсе и Далас Торнадо. За Клиперсе из Оукланда је играо 1968. године и одиграо је 24 првенствене утакмице, а за Торнадо из Даласа је играо 1970. године и наступио је на свега две првенствене утакмице.

## Репрезентација Југославије
Уз два сусрета за Б тим (1959-1962) одиграо је и седам утакмица за репрезентацију Југославије. Дебитовао је као десни халф 11. октобра 1959. у пријатељском сусрету против репрезентацију Мађарске (2:4) у Београду, а последњу утакмицу за државни тим одиграо је као леви халф 14. децембра 1961. против Израела (2:0) у Тел Авиву.

## Тренерска каријера
Кад је престао да игра, посветио се тренерском позиву. Био је тренер земунске Галеника, а водио је и ФК Вршац из Вршца.